# Dombeya capuroniana
Dombeya capuroniana är en malvaväxtart som beskrevs av Arenes. Dombeya capuroniana ingår i släktet Dombeya och familjen malvaväxter. Inga underarter finns listade i Catalogue of Life.